# 633

Expansie van het Rashidun-kalifaat (Arabië)

Het jaar 633 is het 33e jaar in de 7e eeuw volgens de christelijke jaartelling.

## Gebeurtenissen

### Brittannië
- 12 oktober - Slag bij Hatfield Chase: Koning Edwin van Northumbria wordt bij Doncaster (Yorkshire) door de Britten onder leiding van Cadwallon van Gwynedd, verbonden met Penda van Mercia, verslagen. Edwin sneuvelt tijdens de veldslag en Northumbria valt uiteen in Deira (onder Osric) en Bernicia (onder Eanfrith). Beiden bekeren zich terug tot het heidendom.
- Winter - Osric belegert met zijn Angelsaksische troepen de vestingstad York. De belegering mislukt en Osric wordt gedood na een verrassingsuitval van Cadwallon. (waarschijnlijke datum)

### Europa
- Koning Dagobert I wordt door de Austrasische adel gedwongen om zijn 3-jarige zoon Sigibert III te benoemen tot koning van Austrasië. Bijgestaan door zijn raadgevers (Audoënus en Eligius), blijft Dagobert zelf als co-regent regeren over het Frankische Rijk. De randgebieden Aquitanië, Gascogne en Thüringen proberen hun onafhankelijkheid terug te krijgen.

### Arabië
- Aboe Bakr, kalief ("erfelijke opvolger") van de moslimgemeenschap, verenigt de afvallige bedoeïenenstammen in Oman en Jemen. Hij voegt het Arabisch Schiereiland bij het Rashidun-kalifaat en voert een veldtocht tegen het Perzische Rijk. Onder zijn leiding behalen de moslims verschillende overwinningen en veroveren gebieden in Mesopotamië (Irak).

## Religie
- Paulinus van York vlucht samen met koningin Æthelburga (echtgenote van Edwin) en haar 7-jarige dochter Eanfled per boot naar Kent. Koning Eadbald benoemd hem tot bisschop van Rochester en schenkt zijn zuster Æthelburga een stuk land bij Lyminge, waar ze een klooster sticht. Eanfled wordt als prinses deels grootgebracht aan het hof in Canterbury.
- De Visigotische koning Sisenand roept het Vierde Concilie van Toledo bijeen, dat onder leiding staat van aartsbisschop Isidorus van Sevilla. Bevestigd wordt de Geloofsbelijdenis van Athanasius, en opgeroepen wordt tot verdraagzaamheid jegens de joden.

## Geboren
- Withburga, Angelsaksisch abdis en heilige

## Overleden
- 12 oktober - Edwin, koning van Northumbria (of 632)
- Osric, koning van Deira (Yorkshire) (waarschijnlijke datum)
- Swinthila, koning van de Visigoten (waarschijnlijke datum)